# Antonio Gianettini
Antonio Gianettini (Fano, Marques, Itàlia, 1649 - Múnic, Alemanya, 14 de juliol de 1721) fou un compositor italià.
Va ser mestre de capella a la capital bavaresa i va compondre moltes òperes, entre les quals destaquen Medea i Hermione. Els seus oratoris i cantates restaren manuscrits, hi publicà una col·lecció de Salms a 4 veus (1717).